# لقلالشة (لهيالفة)
لقلالشة هو دُوَّار يقع بجماعة مناصرة، إقليم القنيطرة، جهة الرباط سلا القنيطرة في المملكة المغربية. ينتمي الدوّار لمشيخة لهيالفة التي تضم 7 دواوير. يقدر عدد سكانه بـ 1389 نسمة حسب الإحصاء الرسمي للسكان والسكنى لسنة 2004.

## روابط خارجية
- البوابة الوطنية للجماعات الترابية نسخة محفوظة 12 مارس 2018 على موقع واي باك مشين.
- المندوبية السامية للتخطيط